# Storbritanniens biträdande premiärminister
Storbritanniens biträdande premiärminister kallas Deputy Prime Minister eller First Secretary of State. De båda titlarna har använts växelvis och ibland samtidigt. Om premiärministern önskar kan denne utse en biträdare; befattningen har tidvis lämnats vakant. Det är enbart en hederstitel utan särskilda befogenheter som tilldelas en av de främsta medlemmarna av den brittiska regeringen.
Clement Attlee var den förste att inneha titeln Deputy Prime Minister (1942–1945) i egenskap av Labourpartiets ledare i den brittiska samlingsregeringen under andra världskriget. Efter kriget och Labourpartiets valseger 1945 efterträdde Attlee den konservative premiärministern Winston Churchill. Biträdande premiärminister Anthony Eden efterträdde Churchill 1955 efter dennes andra period som premiärminister. Attlee och Eden är de enda två som varit biträdande premiärminister och senare utnämnts till premiärminister. 
Rab Butler var den första som innehade titeln First Secretary of State, dessutom innehade han samtidigt titeln Deputy Prime Minister (1962–1963). Michael Heseltine (1995–1997) var den andra som innehaft båda biträdande premiärminister-titlarna samtidigt, och liksom Butler innehade han inga övriga högre ämbeten inom regeringen. Under Tony Blairs regering var John Prescott Deputy Prime Minister (1997–2007). I samband med att han avgick som miljö- och transportminister 2001 utnämndes han också till First Secretary of State. Prescott avgick från båda befattningarna då Gordon Brown tillträdde som premiärminister och posterna förblev vakanta fram till 2009, när Brown utnämnde Peter Mandelson till sin biträdande premiärminister.
Normalt har titlarna inte använts samtidigt av två olika personer, men i samband med att Konservativa partiet och Liberaldemokraterna bildade koalitionsregering efter 2010 års parlamentsval utnämndes det senare partiets ordförande Nick Clegg till Deputy Prime Minister och utrikesminister William Hague (konservativ) till First Secretary of State. Nick Clegg är den första personen på denna befattningen som varken tillhört Labourpartiet eller Konservativa partiet. Efter valet 2015 blev George Osborne First Secretary of State samtidigt som han tjänstgjorde som Storbritanniens finansminister. När Theresa May tillträdde som premiärminister sommaren 2016 avvaktande hon med att utse en biträdande premiärminister, inte förrän ett år senare tillträdde Damien Green som First Secretary of State.
När Rishi Sunak tillträdde som premiärminister den 25 oktober 2022 utsågs Dominic Raab till rollen som Deputy Prime Minister.
Vid Keir Starmers tillträdde som premiärminister den 5 juli 2024 utsågs Angela Rayner till Deputy Prime Minister.

## Personer som är eller har varitDeputy Prime Ministeroch/ellerFirst Secretary of State
|             | Namn              | Bild              | Tillträdde       | Avgick           | Parti                | Titel Deputy PM/ 1st Secretary                           | Övr. befattningar | Premiärminister   |
| ----------- | ----------------- | ----------------- | ---------------- | ---------------- | -------------------- | -------------------------------------------------------- | --- | ----------------- |
|             | Clement Attlee    |                   | 19 februari 1942 | 23 maj 1945      | Labour Party         | Deputy                                                   | Secretary of State for Dominion Affairs (till 1943) Lord President of the Council (från 1943)                                                      | Winston Churchill |
|             | Herbert Morrison  |                   | 26 juli 1945     | 26 oktober 1951  | Labour Party         | Deputy                                                   | Lord President of the Council (till 1951) Leader of the House of Commons (till 1951) Foreign Secretary (från 1951)                                 | Clement Attlee    |
|             | Anthony Eden      | Anthony Eden      | 26 oktober 1951  | 6 april 1955     | Konservativa partiet | Deputy                                                   | Secretary of State for Foreign Affairs | Winston Churchill |
|             | Rab Butler        | R.A. Butler       | 13 juli 1962     | 18 oktober 1963  | Konservativa partiet | First / Deputy                                           | | Harold Macmillan  |
|             | George Brown      |                   | 16 oktober 1964  | 11 augusti 1966  | Labour Party         | First                                                    | Secretary of State for Economic Affairs | Harold Wilson     |
|             | Michael Stewart   |                   | 11 augusti 1966  | 6 april 1968     | Labour Party         | First                                                    | Secretary of State for Economic Affairs (till 1967) Secretary of State for Foreign Affairs (från 1968)                                             | Harold Wilson     |
|             | Barbara Castle    |                   | 6 april 1968     | 19 juni 1970     | Labour Party         | First                                                    | Secretary of State for Employment | Harold Wilson     |
|             | William Whitelaw  |                   | 4 maj 1979       | 10 januari 1988  | Konservativa partiet | Deputy                                                   | Home Secretary (till 1983) Lord President of the Council (från 1983) Leader of the House of Lords (från 1983)                                      | Margaret Thatcher |
|             | Geoffrey Howe     |                   | 24 juli 1989     | 1 november 1990  | Konservativa partiet | Deputy                                                   | Lord President of the Council Leader of the House of Commons                                                                                       | Margaret Thatcher |
|             | Michael Heseltine | Michael Heseltine | 20 juli 1995     | 2 maj 1997       | Konservativa partiet | First / Deputy                                           | | John Major        |
|             | John Prescott     |                   | 2 maj 1997       | 27 juni 2007     | Labour Party         | Deputy                                                   | Secretary of State for the Environment, Transport and the Regions (till 2001)                                                                      | Tony Blair        |
| 8 juni 2001 | John Prescott     | First / Deputy    |                  | 27 juni 2007     | Labour Party         |                                                          | Secretary of State for the Environment, Transport and the Regions (till 2001)                                                                      | Tony Blair        |
|             | Peter Mandelson   |                   | 5 juni 2009      | 11 maj 2010      | Labour Party         | First                                                    | Secretary of State for Business, Innovation and Skills Lord President of the Council                                                               | Gordon Brown      |
|             | Nick Clegg        |                   | 11 maj 2010      | 8 maj 2015       | Liberaldemokraterna  | Deputy                                                   | Lord President of the Council | David Cameron     |
|             | William Hague     |                   | 11 maj 2010      | 8 maj 2015       | Konservativa partiet | First                                                    | Secretary of State for Foreign and Commonwealth Affairs                                                                                            | David Cameron     |
|             | George Osborne    |                   | 8 maj 2015       | 13 juli 2016     | Konservativa partiet | First                                                    | Chancellor of the Exchequer | David Cameron     |
|             | Damian Green      |                   | 11 juni 2017     | 20 december 2017 | Konservativa partiet | First                                                    | Minister for the Cabinet Office | Theresa May       |
|             | Dominic Raab      |                   | 24 juli 2019     | 6 september 2022 | Konservativa partiet | First (till september 2021) Deputy (från september 2021) | Secretary of State for Foreign and Commonwealth Affairs (till september 2021) Secretary of State for Justice/Lord Chancellor (från september 2021) | Boris Johnson     |
|             | Thérèse Coffey    |                   | 6 september 2022 | 25 oktober 2022  | Konservativa partiet | Deputy                                                   | Secretary of State for Health and Social Care | Liz Truss         |
|             | Dominic Raab      |                   | 25 oktober 2022  | 21 april 2023    | Konservativa partiet | Deputy                                                   | Secretary of State for Justice/Lord Chancellor | Rishi Sunak       |
|             | Oliver Dowden     |                   | 21 april 2023    | 5 juli 2024      | Konservativa partiet | Deputy                                                   | Chancellor of the Duchy of Lancaster | Rishi Sunak       |
|             | Angela Rayner     |                   | 5 juli 2024      |                  | Labour Party         | Deputy                                                   | Secretary of State for Levelling Up, Housing and Communities                                                                                       | Keir Starmer      |